# Альварадо Арельяно, Уберто
Убе́рто Альвара́до Арелья́но (исп. Huberto Alvarado Arellano; 1927, Кесальтенанго — декабрь 1974) — гватемальский поэт, писатель
, публицист, эссеист, драматург, деятель коммунистического движения Гватемалы.

## Биография
После революционных событий 1944—1945 годов, стал сторонником левых идей, занялся политикой. Был назначен генеральным секретарём Гватемальского альянса демократической молодежи.
С 1949 года — член Центрального Комитета Гватемальской партии труда (ГПТ), с 1957 года — член Политической комиссии ЦК, с 1967 года — член Секретариата ЦК, с 1972 года — генеральный секретарь ЦК ГПТ.
В период Гватемальской революции 1944—1954 годов — организатор и руководитель группы молодой творческой интеллигенции «Сакер-ти» («Рассвет»).
После PBSUCCESS, организованного ЦРУ военного вторжения в Гватемалу в 1954 году с целью свержения левого президента Хакобо Арбенса и положившего конец Гватемальской революции, в 1954—1956 годах находился в эмиграции в Эквадоре и Мексике, затем на нелегальном положении. Неоднократно подвергался арестам.
Избранный генеральным секретарём ГПТ после убийства силовиками своего предшественника Бернардо Альварадо Монсона в 1972 году, вернулся на родину. В декабре 1974 года на окраине столицы вместе с группой товарищей, после вооружённого сопротивления 500 солдатам, при поддержке сил полиции и 3 танков, раненным был арестован, доставлен на военную базу. Подвергнут пыткам и убит членами Эскадронов смерти. Его изувеченное тело было брошено на окраине столицы.

## Творчество
В поэме «Солнечные тени» (1947), пьесах «Царь Атанасио» (1959), «Конспиратор» (1959), публицистических работах «По новому миру» (1952), «За национальное, демократическое и реалистическое искусство» (1953), «Гватемальское исследование» (1961), «Заботы» (1963) и других выступал в защиту прав гватемальского народа.
На русском языке издан сборник  «Раздумья. Избранные статьи и материалы» (М.: Прогресс, 1979. 248 с.) Составлен из ряда произведений автора, написанных в 50—70-е годы. В сборник вошли все главы книги ’’Заметки по истории Гватемальской партии труда”.